# Maharaja (jeu)
 (novembre 2024).
Si vous disposez d'ouvrages ou d'articles de référence ou si vous connaissez des sites web de qualité traitant du thème abordé ici, merci de compléter l'article en donnant les références utiles à sa vérifiabilité et en les liant à la section « Notes et références ».
Maharaja, également édité en langue anglaise sous le titre de Raja, est un jeu de société créé en 2004 par Wolfgang Kramer et Michael Kiesling. Il est depuis 2006 édité en français par les éditions Asmodée, après avoir été disponible chez Phalanx Games.
Le jeu a été réédité après une campagne Kickstarter en 2020. Cette nouvelle édition apporte des changements de matériel, de design, mais propose également quelques nouveautés.
Pour 2 à 5 joueurs, à partir de 12 ans pour environ 1h00.

## Principe général
Ce jeu propose d'incarner des architectes indiens dont le but est d'avoir le prestige d'être reconnu par le Maharadjah. Pour cela, il faut parvenir à construire sept palais dans les grandes villes du pays.

## Règle du jeu
Le jeu se déroule sur une carte représentant les sept principales villes d'Inde. Il est possible de construire dans chaque ville jusqu'à sept palais. Les villes sont reliées par des routes jalonnées de villages. Dans chaque village, il est également possible de construire des maisons.
Chaque joueur incarne un architecte qui peut construire villes et palais au gré de ses déplacements. Il peut s'adjoindre le service de personnalités, qui lui permettent d'effectuer certaines actions particulières au cours de ses tours de jeu.
Au cours du jeu, le Maharadjah visite les villes du pays. Il effectue un périple connu à l'avance au travers de ces villes. À chaque étape, il récompense les architectes ayant effectué des constructions dans la ville. Ces récompenses monétaires permettent aux architectes de financer leurs voyages, et surtout leurs constructions futures.

### But du jeu
Le but du jeu est de construire sept palais. Le jeu dure dix tours au maximum. À la fin d'un tour, si un joueur est parvenu à construire son septième palais, la partie se termine et ce joueur est déclaré vainqueur. À la fin du dixième tour, la partie s'arrête en tous les cas et le vainqueur est celui ayant construit le plus grand nombre de palais.

### Matériel
Le jeu se déroule sur un plateau représentant les sept villes, et le réseau routier les reliant.
Chaque architecte, incarné par un joueur, dispose d'un ensemble d'accessoires:
- une réserve de maisons qu'il est libre de construire au cours de ses tours de jeu, et qu'il devra également renflouer s'il veut construire plus de maisons.
- une réserve contenant ses sept palais
- une réserve financière
- une roue d'actions permettant de sélectionner secrètement les deux actions qu'il effectuera par tour. Lors de chaque tour de jeu, les joueurs choisissent secrètement leurs actions et les révèlent simultanément, avant de les réaliser les unes après les autres.

D'autre part, le jeu comporte une réglette sur laquelle sont placés les gouverneurs des villes. Elle permet de représenter l'ordre dans lequel le Maharadjah effectuera ses visites dans les villes du pays.
Enfin, sept cartes personnage sont à la disposition des joueurs ; il s'agit des personnalités pouvant conférer aux architectes des capacités particulières lors de leur tour de jeu. Ces cartes portent toutes un numéro différent de 1 à 7 indiquant un niveau de priorité dans le tour de jeu.

### Mise en place
Au début de la partie, l'ordre de visite des villes par le Maharadjah est déterminé aléatoirement, et les pions correspondants sont placés sur la règle des gouverneurs.
Les architectes sont ensuite placés sur la case de départ, et reçoivent leur capital initial, ainsi que 4 maisons. Ces maisons sont placées à tour de rôle par les architectes sur les villages de leur choix.
Enfin, les joueurs sélectionnent les uns après les autres (ou jouent aux enchères, avec les règles avancées) leur carte personnage initiale.
Une fois cette mise en place terminée, le Maharadjah est placé sur la première ville qu'il doit visiter, et le jeu peut débuter.

### Déroulement
Le jeu se décompose en tours. Au début d'un tour, le pion gouverneur correspondant à la ville que le Maharadjah a visité au tour précédent est placé en dernière position de la règle des gouverneurs. Le Maharadjah est ensuite placé sur la prochaine ville de son périple.
Les architectes déterminent secrètement leurs deux actions au moyen d'une petite roue. Lorsqu'ils sont tous prêts, ils révèlent leur choix.
L'architecte possédant le personnage de plus petit numéro joue toutes ses actions en premier, puis c'est à l'architecte possédant le personnage avec le second plus petit numéro, et ainsi de suite.
À son tour de jeu, un architecte peut, dans l'ordre de son choix :
- se déplacer, autant de fois qu'il le souhaite, en respectant les règles de déplacement.
- utiliser le pouvoir de son personnage.
- effectuer une action indiquée sur sa roue des actions.

Une fois que tous les architectes ont joué, le Maharadjah indique ses préférences pour la ville dans laquelle il se trouve. Cela se traduit par des récompenses monétaires plus ou moins importantes selon le niveau de distinction.
Après avoir attribué les récompenses, le tour est terminé.

### Aspects stratégiques du jeu

#### La gestion de l'argent
L'objectif étant de construire des palais très coûteux, l'argent joue un rôle majeur. Il est donc essentiel de préserver ses finances afin de pouvoir remporter la partie.
Pour donner un ordre d'idée, le coût des constructions est de 12 pour un palais et de 1 pour une maison.
Le capital de départ étant de 15 par architecte, on comprend vite la nécessité de se renflouer rapidement.
Si des actions spécifiques, le personnage du Marchand, ou les taxes routières, permettent d'avoir des rentrées d'argent mineures, les récompenses du Maharadjah sont la manière la plus substantielle de gagner de l'argent.
Selon le nombre de joueurs, un architecte obtenant la préférence du Maharadjah dans une ville peut obtenir de 10 à 13 unités, tandis qu'un architecte étant le dernier dans l'ordre de préférence du souverain n'aura que de 1 à 5 unités.

#### Les récompenses du Maharadjah
Le Maharadjah offre ses récompenses selon le système de points suivant :
- 3 points pour l'architecte ayant construit le palais central de la ville.
- 1 point par palais construit dans la ville, en dehors du palais central.
- 1 point par maison construite dans la ville.
- 1 point supplémentaire si l'architecte est présent dans la ville au moment du décompte du Maharadjah.

En cas d'égalité entre architectes, celui ayant à son service la personnalité au numéro le plus petit remporte le départage.

#### Les personnages
Sept personnages peuvent offrir leurs services aux architectes:
- no 1 un personnage dont le seul intérêt est sa position dans le tour de jeu, et son numéro en cas de départage.
- no 2, un marchand permettant de toucher de l'argent en début de tour.
- no 3, un notable qui donne plus de valeur à ses palais lors du décompte de la récompense du Maharadjah.
- no 4, un moine permettant de ne pas payer ses voyages.
- no 5, un charpentier qui permet de construire ou de déplacer gratuitement une maison.
- no 6, un bâtisseur qui permet de construire des palais pour 9 unités d'argent au lieu de 12.
- no 7, un yogi qui donne droit à une action supplémentaire.

Les personnages offrant les actions les plus puissantes ont en contrepartie le numéro le plus grand. Ces personnages ont donc la priorité la plus faible en cas de départage pour le Maharadjah, et également une position plus tardive dans l'ordre du tour de jeu, ce qui les équilibre et rend le choix d'un personnage particulièrement délicat.

#### Les actions
Les joueurs doivent en permanence jongler entre construction de palais, renflouage de leur capital, de leur stock de maisons, gestion des routes, échange de personnages, et bons résultats lors des visites du Maharadjah.
Les actions suivantes sont à leur disposition, ils doivent en choisir deux pendant chaque tour:
- Renflouer son stock de maison de deux maisons
- Gagner deux unités d'argent
- Construire une maison
- Construire deux maisons, dont une dans une ville
- Construire un palais
- Construire un palais et une maison
- Décaler de deux crans vers le bas un gouverneur dans la règle des gouverneurs (permet de contrôler l'ordre des visites du Maharadjah)
- Échanger sa carte personnage contre une autre (en réserve ou celle d'un autre joueur)
- Déplacer une maison que l'on possède sur le plateau de jeu

#### Les règles de déplacement
Pour construire un palais ou une maison dans une ville, un architecte doit s'y trouver.
L'une des difficultés de Maharaja vient du fait que pour se déplacer, il faut qu'une maison soit construite sur chaque village de la route que l'on veut emprunter. D'autre part, si un architecte ne possède aucune maison dans un village, il doit payer une unité d'argent à chaque propriétaire de maison dans ce village. Comme chaque village ne peut compter que deux maisons, et que les architectes ont toujours la possibilité de déplacer les maisons qu'ils possèdent, assurer ses déplacements est l'un des éléments qui font la complexité et l'intérêt de ce jeu.

### Fin de partie et vainqueur
La partie s'arrête soit au bout de sept tours, soit lorsqu'à la fin d'un tour, un joueur a construit son septième palais. Ce jeu est très stratégique car complètement déterministe, aucun aléa n'intervenant pendant les parties. Selon la Théorie des jeux, c'est un jeu à information complète et imparfaite. C'est donc un véritable casse-tête stratégique qui est proposé aux joueurs.

## Récompense
- Nederlandse Spellenprijs  2004